# Zwartboek (film)
Zwartboek is een Nederlandse film uit 2006, geregisseerd door Paul Verhoeven. Het scenario is geschreven door Paul Verhoeven en Gerard Soeteman. De hoofdrollen worden vertolkt door Carice van Houten, Thom Hoffman, Halina Reijn en Sebastian Koch. Het verhaal gaat over een Joodse vrouw die overdenkt hoe ze het eind van de Tweede Wereldoorlog overleefde in het verzet. De titel slaat op een zwart boekje, dat in de film de rol van zwartboek speelt. 
De première was op 1 september 2006 tijdens het filmfestival van Venetië. De Nederlandse galapremière van de film was op 12 september 2006 in Den Haag en de bioscooprelease op 14 september. Zwartboek kreeg een Gouden Film, een Platina Film en op het Nederlands Film Festival won de film drie Gouden Kalveren. Zwartboek was de Nederlandse inzending voor de Academy Awards en kwam op de shortlist. Een plek bij de daadwerkelijke nominaties werd niet gehaald. Tijdens het Nederlands Filmfestival van 2008 werd de film verkozen tot beste Nederlandse film aller tijden.

## Verhaal
In het najaar van 1956 zien twee vrouwen uit Den Haag elkaar terug in een kibboets in Israël aan het meer van Tiberias: de Joodse onderwijzeres Rachel en de Nederlandse toeriste Ronnie, die op een Heiligland-tour is met haar Canadese man. Na het vertrek van Ronnie denkt Rachel aan het water verdrietig terug aan haar oorlogstijd.
Nadat het onderduikadres van de Joodse zangeres Rachel Stein in september 1944 per ongeluk door de geallieerden wordt gebombardeerd en ze gered is door een boerenzoon in een zeilboot, wordt ze benaderd door een verzetsman, Van Gein. Deze raadt haar aan onder te duiken of te vluchten en via hem probeert Rachel met een groep Joden de Biesbosch over te steken naar reeds bevrijd gebied. Rachel haalt eerst Fl 50.000 in dollars en diamanten van haar vader op bij diens notaris Smaal, die de transactie in een zwart boekje noteert en haar voor ontvangst laat tekenen. Door Van Gein wordt Rachel met anderen naar de Biesbosch gesmokkeld waar ze haar ouders en broer, die recent is geopereerd aan zijn blindedarm, terugziet. De boot stuit echter op een Duitse SS-patrouille en bijna alle vluchtelingen worden gedood door mitrailleurvuur. Alleen Rachel weet te ontkomen door in het water te springen. Verscholen in het riet ziet ze hoe de Duitsers de lijken aan land brengen en van hun kostbaarheden beroven.
In een doodskist met kruis en luchtgat bereikt Rachel geschminkt als slachtoffer van vlektyfus de Haagse gaarkeuken "Laakhaven" waar ze gaat koken onder leiding van de communistische verzetsman Gerben Kuipers. Ze heet nu Ellis de Vries en heeft blond haar. Haar wordt gevraagd als koerierster te werken bij een knokploeg van Hans Akkermans. Ze is getuige van een dropping van wapens, voedsel en apparatuur voor het verzet door een Engels vliegtuig, waarna een Duitse overval door Hans wordt afgeslagen. In een trein moet ze de verloofde van Hans spelen en hem kussen, maar wanneer er controle komt geeft ze hem een gespeelde klap en loopt door naar een coupé waar ze contact legt met de sympathieke hoge Duitse SD-officier Hauptsturmführer Müntze die haar zijn postzegelverzameling toont. Hij is bijzonder van haar gecharmeerd en het verzet vraagt Ellis haar charmes te gebruiken om gevangengenomen verzetslieden te helpen, onder wie de zoon Tim van Gerben Kuipers. Daartoe bleekt ze haar schaamhaar. Ze ontdekt dat Hans arts is als hij over de verloren insuline uit de Engelse dropping praat. Ze bezoekt de notaris nogmaals, brengt Müntze ontbrekende Wilhelmina-postzegels en gaat mee naar een Duits feest. Daar herkent ze aan de piano ook Franken, de bevelhebber van de patrouille die haar ouders in de Biesbosch vermoordde. Ze moet overgeven, maar treedt daarna op als zangeres met Ronnie, een 'moffenhoer'. Later biedt Franken haar op het toilet een baan aan als secretaresse op het SD-kantoor in Den Haag.
Via notaris Smaal en Rachel weet de verzetsgroep een Engels microfoontje uit de dropping achter een schilderij van Heinrich Himmler te plaatsen in het kantoor van Franken, zodat ze de SD kunnen afluisteren. Zo ontdekken ze dat de dood van Rachels ouders inderdaad een valstrik was. Van Gein benaderde opzettelijk rijke Joden en gaf de Duitsers door wanneer ze zouden 'ontsnappen' naar bevrijd gebied. Franken wachtte dan de Joden op en schoot ze dood tot de laatste man, waarna de lijken beroofd werden. Een deel van de verzetsgroep besluit Van Gein te grazen te nemen door hem te ontvoeren, maar de aanslag mislukt bijna door de slechte kwaliteit van de chloroform om hem te bedwelmen, en ze zien zich gedwongen hem dood te schieten.
Müntze blijkt privé niet zo'n kwade kerel. Hij heeft door een geallieerd bombardement op Hamburg zijn gezin verloren en ziet de oorlog als hopeloos en zinloos. Ook tracht hij orde en correctheid te betrachten daar waar bij alle anderen (met name Franken) alle remmen losgaan. Zo houdt hij een aantal executies van verzetslieden tegen. Hij heeft in feite al vanaf het begin argwaan jegens Rachel en wanneer ook Van Gein verdwijnt, dwingt hij Rachel in bed haar verhaal op te biechten. Toch geeft hij niet haar maar Franken aan, wegens het verduisteren van de spullen van rijke Joden (die komen immers toe aan het Reich). Deze wellicht jegens Rachel en de Joden welwillende poging leidt echter tot zijn eigen arrestatie. Müntze kan geen bewijs tegen Franken vinden en bovendien beschuldigt Franken hem van onderhandelen met het (communistische) verzet. Müntze wordt door de Duitse krijgsraad vanwege hoogverraad ter dood veroordeeld. Voor de moord op Van Gein gaan de nazi's 40 gijzelaars executeren.
Het verzet heeft ondertussen het plan van Smaal en Hans Akkermans aangenomen om de gijzelaars en gevangen verzetslieden te bevrijden met hulp van Rachel, die daarvoor ook de vrijlating van Müntze afdwingt. Het verzet heeft een plattegrond en sleutels van het Duitse hoofdkwartier met de ondergrondse cellen. De operatie mislukt door verraad terwijl Rachel een verdieping hoger zingt op een Duits feest. Tim Kuipers komt om, Hans Akkermans ontsnapt. Franken blijkt van veel dingen op de hoogte. Hij haalt Rachel naar zijn kantoor en zorgt er via de microfoon van het verzet voor dat het verzet Rachel als de verraadster gaat zien. Getrouwen van Müntze bevrijden zowel hem als Rachel en ze duiken onder in een gezellig bootje aan een oever, samen het einde van de oorlog afwachtend. Franken probeert met een schip vanuit Scheveningen naar Hamburg te ontsnappen, maar wordt door Hans Akkermans aan boord doodgeschoten.
Rachel en Müntze lopen na de bevrijding op straat en treffen Ronnie die een Canadees heeft opgepikt. Rachel en Müntze zoeken notaris Smaal en zijn vrouw op. Zij verdenken hem ervan een sleutelrol te hebben gespeeld in de dood van Rachels ouders. Bovendien kwam hij bij de SD over de vloer en had dus gelegenheid om hen in te lichten over de operatie. De notaris "is tot een andere conclusie gekomen" aan de hand van zijn zwarte boekje en wil hen dat vertellen, maar alleen in het bijzijn van de Canadese politie: hij is jurist en wil hen geen vooroordeel geven. Zover komt het niet, want hij wordt door een onbekende aan de deur doodgeschoten. Müntze zet de achtervolging in, maar wordt door een verzetsman herkend en door de menigte opgepakt. Rachel neemt het zwarte boek uit de zak van de vermoorde notaris en wordt in huis opgepakt door verzetslieden die haar aan het raam herkenden. In dit boek staat de vermoedelijke identiteit van de collaborateur. Collaborateurs werden ook de zwarten genoemd, vandaar de titel zwartboek.
Müntze komt alsnog voor het vuurpeloton van zijn gevangengenomen mede-Duitsers, omdat zijn Duitse bevelhebber zich beroept op het Britse oorlogsrecht dat de vijand zijn eigen rechtspraak laat - een historisch feit! - en Rachel wordt met andere "landverraders" opgesloten en mishandeld - ze krijgt een ton stront en pis over zich heen - totdat een Canadees militair en dokter Hans Akkermans haar ontzetten. Rachels enige bezittingen zijn haar halsketting met portretten van ouders en broer en het zwarte boekje van notaris Smaal. Akkermans neemt haar naar zijn dokterspraktijk en laat haar de buit zien die hij van Franken heeft afgenomen. Rachel herkent voorwerpen van haar familie, onder meer de aansteker die ze de boerenzoon gaf. Akkermans vertelt dat Müntze dood is. Rachel krijgt een aanval van verdriet, en Akkermans geeft haar een injectie om te kalmeren. Insuline zo blijkt, en wel zoveel dat ze eraan zal sterven, vertelt hij terwijl ze vecht tegen de duizeligheid. Akkermans laat zich als verzetsheld toejuichen door de menigte onder zijn balkon. Daardoor krijgt Rachel de gelegenheid chocola te eten en het effect van de insuline teniet te doen. Ze springt van Akkermans' balkon en ontkomt in de menigte, Akkermans roept haar na "Ik krijg je nog wel, hoer!"
Met Canadese militairen zoekt Rachel Gerben Kuipers op die juist getuige is van de opgraving van zijn zoon Tim in massagraven van vermoorde verzetslieden. Aan de hand van het zwarte boekje en een Duits arrestatiebevel voor dokter Akkermans wordt het verleden gereconstrueerd. Akkermans werd door de Duitsers in 1944 gearresteerd maar weer vrijgelaten en verried in ruil rijke joodse families zodat ze vermoord en beroofd konden worden door Franken. Hij heeft door tussenkomst van notaris Smaal nog op een keukentafel de blindedarmoperatie van Rachels broer gedaan en hem en zijn ouders in contact gebracht met Van Gein, zodat zij deelnamen aan de vluchtpoging in de Biesbosch. Gerben Kuipers zet samen met Rachel de achtervolging in op Akkermans, die - net als Rachel eerder - in een doodskist probeert te ontsnappen. Ze onderscheppen hem en Akkermans probeert vanuit zijn kist Rachel om te kopen met geroofd geld en sieraden. Maar Rachel gaat hier niet op in en schroeft met haar halsketting de kist dicht zodat Akkermans later stikt. Gerben en Rachel zitten aan het water en vragen zich af wat ze met die rijkdom moeten.
Rachel keert terug naar het heden waar ze aan het water zit als haar gezin - twee kinderen en man - haar komt ophalen. Ze rennen terug naar het hek van kibboets, die Kfar Stein (Steindorp) blijkt te heten, volgens een bord gesticht met geld van oorlogsslachtoffers. Militairen rijden het hek binnen, geweerschoten zijn hoorbaar als de bevolking dekking zoekt - het is de tijd van de Suezcrisis; 29 oktober tot en met 7 november 1956.

## Rolverdeling
| Acteur                | Personage                             | Opmerkingen                                                 |
| --------------------- | ------------------------------------- | ----------------------------------------------------------- |
| Carice van Houten     | Rachel Rosenthal-Stein/Ellis de Vries | Rembrandt: Beste actrice. Los gebaseerd op Esmée van Eeghen |
| Sebastian Koch        | SS-Hauptsturmführer Ludwig Müntze     |                                                             |
| Thom Hoffman          | Hans Akkermans                        |                                                             |
| Halina Reijn          | Ronnie                                |                                                             |
| Waldemar Kobus        | SS-Obersturmführer Günther Franken    |                                                             |
| Derek de Lint         | Gerben Kuipers                        |                                                             |
| Christian Berkel      | SS-Obergruppenführer Käutner          |                                                             |
| Dolf de Vries         | Notaris Smaal                         |                                                             |
| Peter Blok            | Van Gein                              | Los gebaseerd op mr. H. de Boer                             |
| Michiel Huisman       | Rob                                   |                                                             |
| Ronald Armbrust       | Tim Kuipers                           |                                                             |
| Frank Lammers         | Kees                                  |                                                             |
| Matthias Schoenaerts  | Joop                                  |                                                             |
| Johnny de Mol         | Theo                                  | Gouden Ui (slechtste acteur)                                |
| Xander Straat         | Maarten                               |                                                             |
| Diana Dobbelman       | Mevr. Smaal                           |                                                             |
| Rixt Leddy            | Anny                                  |                                                             |
| Lidewij Mahler        | Linda                                 |                                                             |
| Pieter Tiddens        | Herman                                |                                                             |
| Gijs Naber            | Cas                                   |                                                             |
| Dirk Zeelenberg       | Siem                                  |                                                             |
| Michiel de Jong       | David                                 |                                                             |
| Jobst Schnibbe        | Chauffeur Müntze                      |                                                             |
| Boris Saran           | Joseph                                |                                                             |
| Jack Vecht            | Dhr. Stein                            |                                                             |
| Jacqueline Blom       | Mevr. Stein                           |                                                             |
| Seth Kamphuijs        | Max Stein                             |                                                             |
| Herman Boerman        | Schipper Willi                        |                                                             |
| Skip Goeree           | Ronnie's man                          |                                                             |
| Bert Luppes           | Dhr. Tjepkema                         |                                                             |
| Marisa van Eyle       | Mevr. Tjepkema                        |                                                             |
| Heleen Mineur         | Stientje Tjepkema                     |                                                             |
| Bas van der Horst     | Jantje Tjepkema                       |                                                             |
| Foeke Kolff           | Kind Tjepkema                         |                                                             |
| Merel van Houts       | Kind Tjepkema                         |                                                             |
| Charlotte Rinnooy Kan | Kind Tjepkema                         |                                                             |
| Maaike Kempeneers     | Kind Tjepkema                         |                                                             |
| Janni Goslinga        | Dame in bontjas                       |                                                             |
| Wimie Wilhelm         | Vrouwelijke gevangenisbewaker         |                                                             |
| Theo Maassen          | Gevangenisbewaker met baret           |                                                             |
| Tjebbo Gerritsma      | Gevangenisbewaker met accordeon       |                                                             |
| Timothy Deenihan      | Canadese kolonel                      |                                                             |
| Nolan Hemmings        | Kapitein Britse inlichtingendienst    |                                                             |
| Garrick Hagon         | Britse generaal                       |                                                             |
| Ronald de Bruin       | Nederlandse SD in trein               |                                                             |
| Menno van Beekum      | Nederlandse SD in trein               |                                                             |
| Marcel Musters        | Henk                                  |                                                             |
| Hugo Metsers          | Shock trooper                         |                                                             |
| Rian Gerritsen        | Dronken vrouw in gevangenis           |                                                             |
| Susan Visser          | Dronken vrouw in gevangenis           |                                                             |
| Maiko Kemper          | Siegfried                             |                                                             |
| Carsten Sasse         | Duitse schildwacht                    |                                                             |
| Liza de Weerd         | Receptioniste                         |                                                             |
| Willem de Wolf        | Woningman                             |                                                             |
| Oded Menashe          | Man van Rachel                        |                                                             |
| Roni Yedid            | Dochter van Rachel                    |                                                             |
| Tomer Agami           | Zoon van Rachel                       |                                                             |
| Maarten Kat           | SS-bediende                           |                                                             |
| Gabriela Lewis        | Reisleider                            |                                                             |

## Productie, betaling en ontvangst
Zwartboek was de eerste film die Verhoeven, na ruim twintig jaar, weer in Nederland opnam. De film werd voor een groot deel opgenomen in Den Haag.
De opnames werden gemaakt onder meer in Israël bij het meer van Galilea (kibboets), Hoogwoud (museumboerderij), Giethoorn (scène met zeilboot), op het Plein in Den Haag (hoofdkwartier SD (Sicherheitsdienst)), de Elektriciteitsfabriek in Den Haag (gevangenencomplex Binnenlandse Strijdkrachten), Utrecht garage U.T.A.M. (Utrechtsche Taxa en Automobielmaatschappij) in Ridderschapstraat (scène in garage), Tropenmuseum te Amsterdam (hal SD-kantoor) en studio's in Babelsberg (rijk interieur SD-kantoor, appartement Müntze) en Dordrecht (moord op Van Gein), oude Gist-Brocades Delft (Gaarkeuken), voormalig gebouw Mijnbouwkunde van de TU Delft (Cellencomplex), Strokartonfabriek De Toekomst in Scheemda en op het station van Haarlem (treinscène). Verhoeven heeft in Den Haag een grote bevrijdingsscène opgenomen met circa 1100 figuranten en in Hardenberg is een vooroorlogse boerderij opgeblazen, die toch al afgebroken zou worden.
De film kostte uiteindelijk bijna 18 miljoen euro. De rechten voor de film werden verkocht aan ongeveer vijftig landen. Toch werd het project geteisterd door financiële problemen, zelfs zo erg dat de filmcrew zich tijdens de opnames een aantal keer tot staken genoodzaakt voelde, omdat zij maar steeds niet betaald werd. Op 13 oktober 2006 maakten diverse schuldeisers bekend juridische stappen te gaan zetten tegen Zwartboek Productie B.V. omdat ze nog steeds op hun geld wachtten. Daarop werd door hun advocaat, Thomas van Vugt, faillissement aangevraagd van Zwartboek Productie B.V. San Fu Maltha schikte: hij heeft de verzoekers van het faillissement alsnog betaald. Het faillissementsverzoek is na ontvangst van betaling ingetrokken. Onder protest van Verhoeven gingen de scènes in Israël door, producent San Fu Maltha probeerde hem budgettair gezien in te laten zien de scènes in Israël elders op te nemen, maar Verhoeven hield voet bij stuk en de scènes werden alsnog in Israël opgenomen.  
De wereldpremière van de film vond plaats op 1 september 2006 op het Filmfestival van Venetië. De film werd daar met gemengde kritiek ontvangen. Op 4 april 2007 ging de film in première in de Verenigde Staten.

## Bezoekers
Binnen vier dagen kreeg Zwartboek een Gouden Film voor de 100.000e bezoeker en binnen drie weken een Platina Film voor de 400.000e bezoeker. Op 31 januari 2007 kreeg de film als eerste Nederlandse film een Diamanten Film voor de 1.000.000e bezoeker.

## Prijzen
Op het Filmfestival van Venetië was Zwartboek genomineerd voor een Gouden Leeuw. De film won op dit festival de Premio Arca Cinemagiovani voor de beste internationale film, een prijs die wordt toegekend door een jury van jongeren uit Frankrijk, Canada, Polen, Hongarije en Italië.
Op het Nederlands Film Festival van 2006 was Zwartboek genomineerd voor vier Gouden Kalveren en won de prijs voor beste speelfilm (San Fu Maltha), beste regie (Paul Verhoeven) en beste actrice (Carice van Houten). Johnny de Mol kreeg voor zijn rol als de christelijke Theo een Gouden Ui voor slechtste acteur.. Ook werd de film genomineerd voor beste scenario (Gerard Soeteman), maar Alex van Warmerdam ging er mee vandoor. 
Zwartboek heeft tevens de Haagse Publieksprijs 2006 gewonnen.

## Commentaar bij film
- Scenarist Gerard Soeteman merkte op, dat wie Rachel hoort zingen, het niet overleeft. Ook legde hij uit, dat een persoon in een film eerst op de rug gezien moet worden (Rachel, Franken als pianist). De naam van de V-mann (Vertrauensmann) en verrader Van Gein is ironisch: gein = lol (Jiddisch).
- Regisseur Alex van Warmerdam zorgde tijdens de 26ste editie van het Nederlands Filmfestival voor ophef door Zwartboek publiekelijk "een kutfilm van twee vieze oude mannen" te noemen, daarmee verwijzend naar Paul Verhoeven en scenarioschrijver Gerard Soeteman.[15]

## Historische achtergrond
- Het verhaal van de Joodse vrouw Rachel Stein in Zwartboek is geen waargebeurd verhaal, maar wel gebaseerd op andere verhalen van het verzet in de Tweede Wereldoorlog. Scenarioschrijver Gerard Soeteman is geïnspireerd geraakt door het verhaal van Esmée van Eeghen en de tot nu toe onopgeloste moord op de 65-jarige advocaat mr. H. de Boer in Den Haag op 30 mei 1945 (vlak na de bevrijding). Mr. De Boer bleek tijdens de oorlog goede contacten te hebben onderhouden met de Duitse Sicherheitsdienst (SD).[16] En over een "zwartboek" beschikte waarin hij gegevens bijhield van personen die samenwerkte met de nazi's, zo legde Soeteman uit in Kunststof (programma).
- De Nederlandse politie hielp de Duitse bezetter actief bij het jagen op joden en verzetsstrijders. In Den Haag was het politie-commando Leemhuis met onder meer Tinus Osendarp berucht.
- De Duitse SS-officieren in de film (Franken en Müntze) zijn gebaseerd op de historische figuren Frank en Mund.
- Alleen auto's van de bezetter, de politie of een enkele taxi rijden nog op benzine, de andere op hout, De verrader Van Gein komt met een benzinemotor.
- De overval ter bevrijding van gevangenen doet denken aan verschillende verzetsacties: Overval op het Huis van Bewaring aan de Weteringschans te Amsterdam, Haagseveer in Rotterdam en de overval op het huis van bewaring van Leeuwarden.
- De Rotterdamse verzetsstrijdster Kitty van der Have werd na de oorlog nog geliquideerd op beschuldiging van verraad.
- Na de bevrijding werden in Amsterdam nog twee Duitse deserteurs volgens Duits militair tuchtrecht geëxecuteerd met steun van de geallieerden.[17]

## Acteurs
- Tussen acteurs Carice van Houten en Sebastian Koch ontstond een relatie op de set van Zwartboek, Verhoeven liet achteraf weten dat hij vond dat dat in grote mate de scènes tussen de twee ten goede is gekomen. De relatie strandde in 2009.
- Verhoeven had als enige acteur Dolf de Vries meteen in gedachten voor het personage Smaal, de twee hebben veelvuldig samengewerkt in Turks fruit, Soldaat van Oranje en De vierde man.

## Boekadaptatie
- Laurens Abbink Spaink en Erik Brus - Zwartboek, Podium, 2006.